# Josef Esterházy z Galanty
Josef Esterházy z Galanty (maďarsky Esterházy József, chorvatsky Josip Esterházy, 12. nebo 19. června 1682, Pápa - 10. května 1748, Bratislava) byl uherský šlechtic a císařský podmaršál z hraběcího rodu Esterházyů z Galanty. Zastával úřad zemského soudce a letech 1733–1741 post chorvatského bána.

## Životopis
Narodil se jako syn generála Františka Esterházyho z Galanty a jeho manželky Kateřiny, rozené Thökölyové, dcery Štěpána II. Thökölyho. Měl bratry Antonína (1676–1722) a Františka (1683–1754) a byl příbuzný sedmihradského a hornouherského knížete Imricha Tökölyho.
V mládí se připravoval na dráhu duchovního. V roce 1700 získal ve Vídni doktorát filozofie a přes své původní plány se kvůli politické situaci v Habsburské monarchii v roce 1705 rozhodl pro vojenskou službu.
Vyznamenal se v boji proti povstání Františka II. Rákóczyho, načež byl jmenován královským rádcem, komorníkem a velkým županem Komárenského okresu.
Zúčastnil se protiturecké války v letech 1716–1718. V roce 1733 byl jmenován chorvatským bánem, zvolen kapitánem království a povýšen do podmaršálské hodnosti.
Hrabě Josef Esterházy z Galanty zemřel v Bratislavě 10. května 1748